# Patricia Briones
Patricia Ignacia Briones Fernández (Portoviejo, 18 de octubre de 1962) es una política ecuatoriana, primera mujer en ocupar la alcaldía de Portoviejo.

## Trayectoria
Entró a la vida pública como reina de belleza de Portoviejo, galardón que obtuvo en 1976. En 1978 fue nombrada reina nacional del café.
En las elecciones legislativas de 2002 fue elegida diputada alterna del ingeniero Simón Bustamante por el Partido Social Cristiano. En las elecciones de 2004 se presentó como candidata a la alcaldía de Portoviejo por el mismo partido y resultó triunfadora con el 31.71% de los votos, convirtiéndose en la primera mujer en ser elegida alcaldesa de la ciudad.
A principios de julio de 2005 lideró un paro general de actividades para exigir al gobierno central ayuda para varias obras en Portoviejo. La paralización duró 5 días y se convirtió en la más grande en la historia de la provincia de Manabí, incluyendo más de 25 barricadas que impedían el ingreso a la ciudad. El paro terminó luego de que los ministros de economía y salud, Rafael Correa y Wellington Sandoval, acordaran con la alcaldesa la entrega de 62 millones de dólares para obras hasta 2007.
En las elecciones legislativas de 2013 intentó infructuosamente ser elegida asambleísta en representación de la provincia de Manabí por el partido Avanza.